# Dům Ostende
Dům Ostende se nachází v Městské památkové zóně v lázeňské části Karlových Varů na Staré louce 328/60. Dnešní stav domu je dán rekonstrukcí realizovanou v 90. letech 20. století.

## Historie
V roce 1888 byly spojeny dva barokní domy – čp. 328 s názvem Zelená loď (založen roku 1756) a čp. 329 jménem Zlatá kotva – a majitelé Schöttnerovi se rozhodli celý dům přestavět. Plány vypracoval stavitel Josef Waldert. Fasádu uličního průčelí pojal v duchu své tvorby ve stylu toskánské renesance. Po dokončení stavby v roce 1889 byl dům zván Ostende. V roce 1895 byly dobudovány několikaúrovňové terasové zahrady.
V roce 1931 se dědicové Fridricha Schöttnera, Paul a Karl Schöttnerovi, rozhodli dům adaptovat a přistavět čtvrté patro. Stavební plány vypracovala v srpnu 1931 kancelář Fousek & Lochschmidt z Karlových Varů, úpravu fasády navrhl karlovarský architekt Breinl.

## Ze současnosti

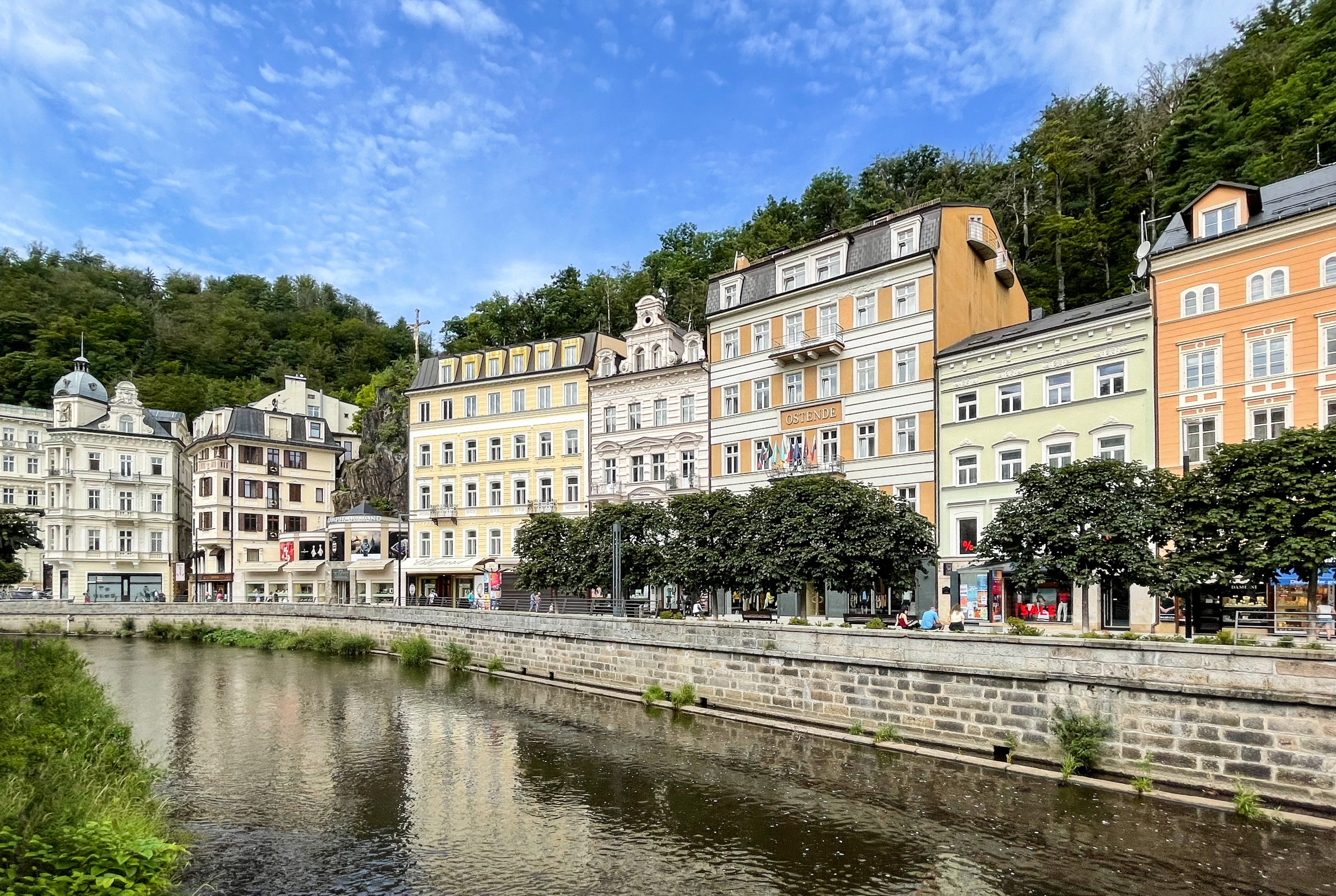
Domy na Staré louce, v popředí řeka Teplá

V roce 2014 byla budova, hotel Ostende, uvedena v Programu regenerace Městské památkové zóny Karlovy Vary 2014–2024 v části II. (tabulková část 1–5 Přehledy) v Seznamu památkově hodnotných objektů na území MPZ Karlovy Vary a jejich aktuální stav s vyjádřením vyhovující.
V současnosti (březen 2023) je budova evidována jako objekt občanské vybavenosti ve vlastnictví dvou společností – DELUXE RM s.r.o. (89,4 %) a JSIG Ostende s.r.o. (10,6 %). V březnu 2023 rovněž internetové stránky hotelu sdělily, že „tento hotel již není aktivní“.

## Popis
Pětipodlažní objekt s mansardovou nástavbou se nachází v centru lázeňské části Karlových Varů, na pěší zóně – Staré louce 328/60, na břehu řeky Teplé. Uliční průčelí je šestiosé, v centrálních dvou osách jsou ve třetím a pátém nadzemním podlaží vyneseny balkony. Vchod do objektu je umístěn centrálně, přízemí je využito ke komerčním účelům.
Současný stav domu pochází z devadesátých let 20. století, kdy byl objekt rekonstruován, ovšem se zachováním výrazné podoby místní moderny třicátých let 20. století.